# 라이트급 (MMA)

## 라이트급 (종합격투기)
라이트급(Lightweight)은 종합격투기(MMA)에서 페더급과 웰터급 사이에 위치한 체급이다. 스피드와 파워, 기술이 모두 고루 요구되며, UFC를 비롯한 모든 주요 단체에서 가장 경쟁이 치열한 체급 중 하나로 손꼽힌다.

## 체급 기준
- UFC 기준: 146파운드(66.2kg) 초과 ~ 155파운드(70.3kg) 이하
- ONE 챔피언십 기준: 170파운드(77.1kg) 이하 (수분 감량 금지 시스템 적용)
- 벨라토르 MMA 기준: UFC와 동일 (155파운드 이하)

## 특징
라이트급은 운동능력, 반사신경, 타격 파워, 그래플링 기술까지 종합적으로 요구되는 체급으로, UFC 챔피언 전통이 강한 체급이다. 초창기부터 전설적인 경기들이 가장 많이 나온 체급이기도 하다.

## 주요 선수
- 이슬람 마카체프 – 현 UFC 라이트급 챔피언
- 더스틴 포이리에
- 저스틴 게이치
- 마이클 챈들러
- 찰스 올리베이라 – 전 UFC 라이트급 챔피언
- 베닐 다리우쉬
- 아르만 사루키안

## UFC 라이트급 챔피언 목록
| 선수                | 국적     | 타이틀 획득일    | 대회               |
| ------------------- | -------- | ---------------- | ------------------ |
| Jens Pulver         | 미국     | 2001년 2월 23일  | UFC 30             |
| BJ Penn             | 미국     | 2008년 1월 19일  | UFC 80             |
| Frankie Edgar       | 미국     | 2010년 4월 10일  | UFC 112            |
| Benson Henderson    | 미국     | 2012년 2월 26일  | UFC 144            |
| Rafael dos Anjos    | 브라질   | 2015년 3월 14일  | UFC 185            |
| Eddie Alvarez       | 미국     | 2016년 7월 7일   | UFC Fight Night 90 |
| Conor McGregor      | 아일랜드 | 2016년 11월 12일 | UFC 205            |
| Khabib Nurmagomedov | 러시아   | 2018년 4월 7일   | UFC 223            |
| Charles Oliveira    | 브라질   | 2021년 5월 15일  | UFC 262            |
| Islam Makhachev     | 러시아   | 2022년 10월 22일 | UFC 280            |

## 관련 문서
- 종합격투기
- UFC
- 페더급 (MMA)
- 웰터급 (MMA)
- 이슬람 마카체프
- 더스틴 포이리에
- 카비브 누르마고메도프